# Jody Craddock
Pour les articles homonymes, voir Craddock.
Jody Darryl Craddock est un footballeur anglais né le 25 juillet 1975 à Redditch. Il évoluait au poste de défenseur central pour les Wolverhampton Wanderers. Il a auparavant joué pour Sunderland entre 1997 et 2003.
Après sa retraite, il est devenu artiste professionnel.

## Palmarès
| - Sunderland AFC - Championship - Vainqueur : 1999 |  | - Wolverhampton Wanderers - Championship - Vainqueur : 2009 |